# اضطهاد تنظيم الدولة الإسلامية (داعش) للمسيحيين
اضطهاد المسيحيين من قبل تنظيم الدولة الإسلامية يشير إلى الاضطهاد الذي مارسه التنظيم الإرهابي ضد الأقليات المسيحية، ضمن المنطقة التي خضعت لسيطرته في العراق وسوريا وليبيا. بلغ اضطهاد الأقليات المسيحية ذروته عقب سيطرة تنظيم الدولة الإسلامية (داعش) على أجزاء من شمال العراق في شهر يونيو من عام 2014. وتضع التقديرات عدد الضحايا المسيحيين من قبل تنظيم الدولة الإسلامية بحوالي ألف شخص.
وفقًا للدبلوماسي أمريكي ألبرتو فرنانديز، «في حين أن غالبية الضحايا في الصراع المحتدم في سوريا والعراق كانوا من المسلمين إلا أنّ المسيحيين تحملوا عبئًا ثقيلاً نتيجة أعدادهم الصغيرة». في 3 فبراير من عام 2016، اعترف الاتحاد الأوروبي باضطهاد المسيحيين من قبل دولة العراق الإسلامية والشام باعتبارها إبادة جماعية. وكان التصويت بالإجماع. اتبعت الولايات المتحدة الدعوى في 15 مارس في عام 2016، معلنةً أن هذه الفظائع بحق السكان المسيحيين كانت إبادة جماعية، وكان التصويت بالإجماع. وفي 20 أبريل من عام 2016، صوّت البرلمان البريطاني بالإجماع على التنديد بالإجراءات المعادية للمسيحيين واليزيديين باعتبارها إبادة جماعية. ومع ذلك، فشل اقتراح مماثل في كندا عندما عارضته غالبية أعضاء البرلمان في الحكومة الليبرالية لجاستن ترودو.

## خلفية تاريخية
تفرض داعش على أهالي المناطق التي تُسيطر عليها اعتناق الإسلام حسب اعتقادها وتفسيراتها للمذهب السني أو دفع الجزية. كشفت العديد من التقارير أن داعش استعمل تهديدات القتل، والتعذيب لفرض الاعتناق القسري لغير المسلمين إلى الإسلام.، كما قتل بعض الشيوخ لرفضهم إعطاء البيعة ل«الدولة الإسلامية» المُدَّعاة. كان عنف واضطهاد داعش موجَّه بصورة أساسية تجاه الأقليات الدينية من الشيعة والسريان/الكلدان/الآشوريين والأرمن المسيحيين والإيزيدية والدروز والمندائيين.

## تفريغ الموصل من المسيحيين
بعد سيطرة قوات داعش في يوم 10 حزيران 2014، على مدينة الموصل، وانسحاب الجيش العراقي من مدينة الموصل، أعلن تنظيم داعش عن الخلافة الاسلامية وتنصيب أبو بكر البغدادي كخليفة لَهُم وتكوين دولة غير معترف بها دوليا وبدء تطبيق الشريعة الاسلامية في المدينة.
واجه المسيحيين ظروفا صعبة في الأيام الأولى لعدم إستقرار الوضع الأمني نسبيا وتهديد حياتهم بالخطر، وتم كتابة على جدران المنازل الخاصة بالمسيحيين عبارة (عقارات الدولة الإسلامية) بالإضافة إلى حرف ( ن ) والمقصود به نصارى.
في يوم 12 تموز تم نشر بيان الحال الخاص بمسيحيي الموصل بالمنشورات الورقية وعبر مكبرات الصوت وتخييرهم مابين الدخول في الإسلام أو دفع الجزية أو القتل، ولاحقا تم تبديل البيان ببيان جديد يوم 17 تموز يخير المسيحيين مابين المغادرة أو القتل وذلك نتيجة الرفض للبيان الأول حيث تم تحديد مدة 24 ساعة لخروج المسيحيين ومصادرة املاكهم من الموصل وان لم يخرجوا فسوف يتعرضون للقتل
وبعد انتهاء المهلة غادر المسيحيون مدينة الموصل بعد اجبارهم على المغادرة متجهين نحو مدن سهل نينوى واقليم كردستان وكان عددهم عشرات الأف تعرضوا اثناء مغادرتهم إلى سرقة مقتنياتهم الشخصية من اموال وحلي واجهزتهم النقالة والملابس وحتى المستمسكات الثبوتية الشخصية ولعب الأطفال من قبل سيطرات على مخارج المدينة من قبل داعش.
بعد التهجير القسري للمسيحيين أصبحت الموصل شبة خالية من المسيحيين حيث لم يبقى الا القليل من هم في دور العجزة ودور الايتام واخرين لم يستطيعوا الخروج، وبعد قيامهم بتهجير المسيحيين قامت قوات داعش بالدخول إلى الكنائس وقاموا بنزع الصُلبان عنها، وحرقوا أجزاء منها، ومن بينها كنائس قديمة تعود إلى مئات السنين، وقاموا بتحويل بعض الكنائس إلى جوامع ومقرات لهم، وتم الاستيلاء على املاك وبيوت المسيحيين وسرقتها وحرقها وتفجيرها.

## خطف وقتل 21 قبطي في ليبيا 2015
قام تنظيم داعش بإعدام 21 مصري قبطي تحت عنوان رسالة موقعة بالدماء إلى أمة الصليب. حيث بث تنظيم الدولة فيديو تظهر عملية ذبح 21 مصري على إحدى السواحل يشار إليها على إنها في ليبيا. وأظهرت الصور معاملة مشينة من عناصر داعش للأسرى، حيث ساقهم واحدا واحدا. وأظهرت إحدى صور تلطخ مياه البحر بلون الدم.
في أعقاب التغيرات التي مرت بها كل من مصر وليبيا بعد الثورات العربية والإطاحة بنظام معمر القذافي في 2011، لم يستتب النظام والأمن بشكل تام، وفي الفترة السابقة لبث التنظيم لفيديو قتل المصريين ال21، كان هناك مجموعة من الحوادث التي تضمنت ليبيين ومصريين. ففي يناير/كانون ثاني 2014 اختطف خمسة من موظفي السفارة المصرية في ليبيا، على خلفية اعتقال القوات المصرية لليبي شعبان هدية في الإسكندرية، ليطلق سراحهم بعد إطلاق سراح شعبان بعدها بيومين، وفي فبراير عام 2014، خُطف وقتل برصاص في الرأس 7 عمال مصريين في بنغازي.
وفي صيف 2014 بدأت أزمة في ليبيا ومعارك دامية بين مليشيات متصارعة، قوات الجيش بقيادة اللواء المتقاعد سابقا خليفة حفتر وبين مليشيات إسلامية، بوجود حكومة المؤتمر الوطني العام المؤقتة ومنتهية الصلاحية في طرابلس وبرلمان يجتمع نواب منه في طبرق، وفي ديسمبر 2014 قُتل طبيب مصري وزوجته في منطقة جارف في سرت، وخطفت ابنة لهما في الثالثة عشرة من عمرها ووجدت جثتها لاحقا غرب سرت

### تطور أحداث اختطاف ال21
في الثلاثين من ديسمبر 2014، خُطف 7 من العمال المصريين الأقباط في مدينة سرت شرق ليبيا، حيث قطعت طريق عودتهم لمصر، ثم خُطف 14 آخرون في 3 يناير 2015 من مساكنهم في سرت أيضاً.
في 5 يناير 2015، أعلنت وزارة الخارجية أن عبد الفتاح السيسي أمر بإنشاء خلية أزمة لمتابعة قضية المخطوفين، وأنها في حالة انعقاد دائم وتضم ممثلين عن كافة الوزارات والأجهزة الأمنية المعنية.
قامت الخلية بإجراء محادثات مع شيوخ القبائل الليبية، والسلطات الليبية الرسمية، ووزراء خارجية أوروبيين، ووزير الخارجية الأمريكي جون كيري.
بعد مرور أسابيع على الاختطاف، نظم العشرات من أهالي المختطفين وقفة احتجاجية أمام وزارة الخارجية مطالبين بسرعة التحرك للإفراج عن ذويهم في 19 يناير،  وأرسلوا رسائل تفيد عدم الرضا عن جهود الدولة لإستعادة أبنائهم.
نشر تنظيم داعش مقالا حول الخطف مرفقا بصور في مجلة يصدرها باسم «دابق»، وبعدها بأيام وتحديدا في 15 فبراير نُشر فيديو مدته 5 دقائق يظهر قتل المختطفين ال21 ذبحا.

## وصلات خارجية
- لقاء مع العوائل المسيحية المهجرة في الموصل وكيفية معاملتهم من قبل بعض اهالي الموصل عبر قناة عشتار
- تقرير قناة روسيا اليوم حول تهديدات القتل التي تعرض لها المسيحييون في الموصل
- تقرير قناة ANB باللغة السريانية حول اجبار المسيحيين على مغادرة الموصل
- تقرير قناة BBC باللغة الإنكليزية حول خروج المسيحيين من الموصل